# 崔春植
崔春植（韓語：최춘식，1940年—），北韓政治人物，官至第二自然科學院院長、中央統計局局長及最高人民會議代議員。據報導，他是最高領導人金正恩的親信。

## 生平
有關崔春植的早期事跡不詳，文獻對他的記載始於1990年。當年，他出任中央統計局局長。1996年，留任此職。1998年的最高人民會議選舉中，當選為代議員。2003年，除成功連任為代議員外，又獲金日成勛章。同年9月，再度出任中央統計局局長。2009年，第三度成為代議員及中央統計局局長。翌年，被提拔為朝鮮勞動黨中央委員會檢察委員會的委員長兼委員。2011年12月，金正日離世，崔春植被繼任人金正恩列為治喪委員會成員。
2012年，崔春植被命任為第二自然科學院院長，負責發射火箭的任務。他也因而被封為中將。2014年3月，他第四度當選為最高人民會議的代議員。

## 資料來源
1. 1 2  朝代議員名單公佈 天安艦主謀再當選 的存檔，存档日期2014-03-12. 《朝鮮日報》中文版 2014 3 12
2. 1 2 3 4  .   [2014-03-13]. （原始内容存档于2014-02-02）.
3. ↑  "김정은옆 양복男. 제2자연과학원장 최춘식" （页面存档备份，存于） 《Dokdo Times》 2012 12 20
4. ↑  "北 장거리 로켓 발사 '영웅' 최춘식은 인민군 중장" （页面存档备份，存于） 《韓國聯合通訊社》 2013 9 11